# Proviantmästare
En proviantmästare var den person som inom ett truppförband eller liknande hade ansvaret för livsmedelsförsörjningen. Proviantmästaren hade även uppsikt över ett större proviantförråd. Han kunde förestå exempelvis ett kronomagasin. Det fanns  amiralitets-, fält- och slottsproviantmästare. Vid 1900-talets början ersattes proviantmästaren av proviantintendenten. Idag finns ingen särskild titel för befattningen.